# Ганскарл фон Гассельбах
Ганскарл фон Гассельбах (нім. Hanskarl von Hasselbach; 2 листопада 1903, Берлін — 21 грудня 1981, Пуллах) — німецький медик, штурмбанфюрер СС (21 червня 1943), один з особистих лікарів Адольфа Гітлера.

## Біографія
Вивчав медицину в університетах Бреслау, Мюнхена, Фрайбурга і Ростока. У 1927 році став доктором медицини.
Потім став асистентом головного лікаря в університетській лікарні Бергманшейль при Рурському університеті в Бохумі, а в листопаді 1933 року перейшов на роботу в клініку Шаріте.
У травні 1933 вступив в НСДАП (квиток № 2 794 377) і СА, а в серпні 1934 року — в СС (посвідчення № 264 054)
На початку 1936 року в якості представника Карла Брандта призначений супроводжуючим лікарем в штабі фюрера.
З початком Операції «Барбаросса», був переведений в Ставку Гітлера «Вольфсшанце» (Східна Пруссія).
Як лікар СС 20 квітня 1943 році отримав посаду екстраординарного професора. У жовтні 1944 року звільнений; приводом послужила його різка критика методів лікування Гітлера, застосовуваних Теодором Мореллем. У 1944—1945 роках — головний лікар польового шпиталю на Західному фронті.
Після закінчення війни, в квітні 1945 року був інтернований американською владою. У серпні 1948 року звільнений. У 1949—1970 роках працював головним лікарем хірургічного відділення клініки «Саперта» в Білефельді.